# Eva Hajičová
Eva Hajičová (* 23. srpna 1935) je česká jazykovědkyně a profesorka lingvistiky na Ústavu formální a aplikované lingvistiky Matematicko-fyzikální fakulty Univerzity Karlovy. Zabývá se obecnou a komputační lingvistikou, zejména sémantickou strukturou věty a studiem diskurzu.

## Život
Eva Hajičová vystudovala angličtinu a češtinu na Filozofické fakultě Univerzity Karlovy.
Je členkou redakčních rad řady mezinárodních vědeckých časopisů (Journal of Pragmatics, Computers and Artificial Intelligence, Linguistica Pragensia, Kybernetika, Prague Bulletin of Mathematical Linguistics). Byla první prezidentkou Evropské sekce Asociace počítačové lingvistiky (1982–1987) a prezidentkou Asociace počítačové lingvistiky v roce 1998; prezidentkou Societas Linguistica Europaea (2006–2007) a viceprezidentkou Mezinárodního výboru počítačové lingvistiky. Předsedá Pražskému lingvistickému kroužku a je členkou dalších amerických, celoevropských i českých vědeckých společností.
Do roku 2000 vedla Ústav formální a aplikované lingvistiky na MFF UK, v letech 2000 až 2004 pak Centrum komputační lingvistiky na téže fakultě.
Má dva syny, Jana a Tomáše. Její syn, prof. Jan Hajič, byl v letech 2003 až 2011 ředitelem Ústavu formální a aplikované lingvistiky Matematicko-fyzikální fakulty Univerzity Karlovy.

## Ocenění
- Cenou Alexandra von Humboldta, 1995
- Členka Učené společnosti ČR, 2004[3]
- Cena za celoživotní dílo Asociace počítačové lingvistiky, 2006
- Medaile Josefa Hlávky, 2017